# Centurion (Tshwane)
Centurion (voorheen Verwoerdburg) is een plaats in de Zuid-Afrikaanse provincie Gauteng. Centurion telt ongeveer 237.000 inwoners. De stad is gesticht in 1964 en werd toen vernoemd naar Hendrik Verwoerd, architect van de apartheid. Kort na het einde van de apartheid kreeg Centurion zijn huidige naam.

## Subplaatsen
Het nationaal instituut voor de statistiek, Stats SA, deelt sinds de volkstelling van 2011 deze hoofdplaats in in 93 zogenaamde subplaatsen (sub places), waarvan de volgende de grootste zijn: Centurion Golf Estate, Clubview, Die Hoewes, Doringkloof, Eco-Park Estate, Eldoraigne, Erasmia, Hennopspark, Heuweloord, Heuwelsig Estate, Lyttelton, Pierre van Ryneveld, Rooihuiskraal, Rooihuiskraal Noord,  Schurwe Plaas Mine, Thatchfield, Wierda Park, Wierda Park Ext 2 en Zwartkop.